# Dandolo Brondi
Dandolo Brondi (Livorno, 20 settembre 1922 – ...) è stato un calciatore italiano, di ruolo centrocampista.
Fu fratello minore di Rodolfo (I) ed Oreste Brondi (II).

## Carriera
Giocò due stagioni in Serie A con il Livorno.